# Neelam Sanjiva Reddy
Neelam Sanjiva Reddy pronunciationⓘ (19 tháng 5 năm 1913 – 1 tháng 6 năm 1996) là Tổng thống Ấn Độ thứ 6, tại chức từ năm 1977 đến năm 1982. Bắt đầu sự nghiệp chính trị với Đảng Quốc Đại Ấn Độ trong Phong trào độc lập Ấn Độ, ông đã giữ nhiều chức vụ chủ chốt của Ấn Độ— Thủ hiến Andhra Pradesh, hai lần làm Chủ tịch Lok Sabha và Bộ trưởng Thống nhất—trước khi trở thành Tổng thống trẻ nhất của Ấn Độ.